# 菲律賓蛤仔
花蛤，又名蛤仔、菲律賓簾蛤或菲律宾蛤仔，中国南方俗称花蛤，北方通称蛤蜊，是簾蛤目簾蛤科蛤仔屬下的一個種。贝壳呈卵圆形。壳质坚厚，膨胀。壳顶稍突出，稍向前方弯曲。花蛤广泛分布在中国、韩国和日本的沿海滩涂，它生长迅速，养殖周期短，适应性强（广温、广盐、广分布），离水存活时间长，是一种适合于人工高密度养殖的贝类，是中国四大养殖贝类（牡蛎、缢蛏、蚶和蛤仔）之一。
其种加词“philippinarum”意为“菲律宾的”。
花蛤常栖息在潮间带粗沙及小砾石滩以及潮下带泥沙底。
花蛤亦可食用，且营养价值很高。在中国大陆，有许多大排档使用各种烹饪方式烹制花蛤。

## 分佈
分布于菲律宾、日本以及中国大陆的辽宁、海南等地，生活环境为海水，多栖息于河口沿岸的潮间带泥沙滩中。该物种的模式产地在菲律宾。